# Musée du quai Branly
Musée du quai Branly situat în Paris, Franța, este un muzeu proiectat de arhitectul francez Jean Nouvel pentru a prezenta artele și culturile indigene din Africa, Asia, Oceania și cele două Americi. Colecția muzeului cuprinde peste un milion de obiecte (obiecte etnografice, fotografii, documente etc.), dintre care 3.500 sunt expuse în orice moment, fie în expoziții tematice permanente, fie temporare.
O selecție de obiecte din muzeu este expusă și în Pavillon des Sessions al Muzeului Luvru.